# بشندورف
بشندورف (به آلمانی: Beschendorf) یک شهر در آلمان است که در استهلشتاین واقع شده‌است. بشندورف ۵۵۴ نفر جمعیت دارد.